# Médaille commémorative 1870-1871

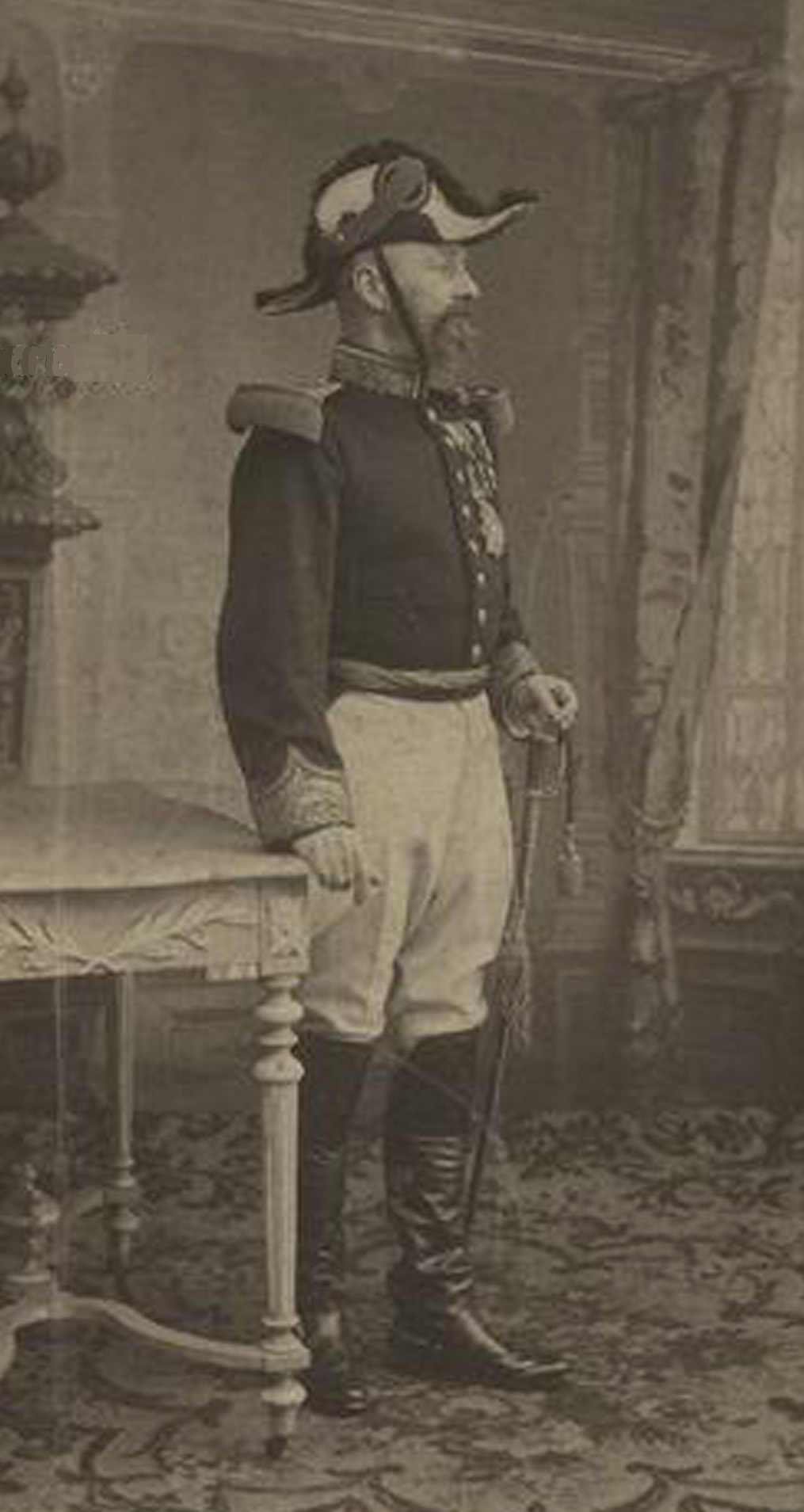
Le lieutenant-général Charles-Marie Braconnier, un récipiendaire de la médaille commémorative 1870-71

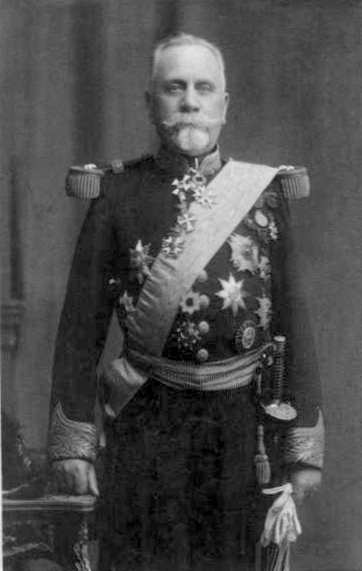
Le lieutenant-général Joseph Hellebaut, un récipiendaire de la médaille commémorative 1870-71

La médaille commémorative 1870-1871 (néerlandais : Herinneringsmedaille 1870-71) était une médaille commémorative belge créée par arrêté royal le 20 septembre 1911 et décernée à tous les membres de l'armée belge qui furent mobilisés durant la guerre franco-prussienne entre le 15 juillet 1870 au 5 mars 1871.

## Insigne
La médaille commémorative 1870-71 était une médaille circulaire de 32 mm de diamètre frappée de bronze avec les rebords relevés. Son avers portait les petites armes du royaume sous la couronne royale. À gauche et à droite, le long des rebords de la médaille, l'inscription en relief « L'UNION FAIT LA FORCE ». Le revers portait le monogramme du roi Albert 1er de Belgique au-dessus des millésimes 1870-1871 inscrits en relief.
La médaille était suspendue par un anneau au travers d'une boule, à un ruban de soie moiré large de 35 mm et divisé en sept bandes longitudinales égales de 5 mm, noire, vert pâle, rouge, vert pâle, rouge, vert pâle et noire.

## Récipiendaires  illustres (liste partielle)
- Lieutenant-général Charles-Marie Braconnier
- Lieutenant-général Alexandre Cousebandt d'Alkemade
- Lieutenant-général Louis Cuvelier
- Lieutenant-général Firmin Joseph de Bray
- Lieutenant-général Auguste Alexandre Corneille De Ceuninck
- Lieutenant-général Henri Louis Laurent Clooten
- Lieutenant-général le chevalier Antonin de Selliers de Moranville
- Lieutenant-général Constant Joseph Alfred Demarest
- Lieutenant-général le comte Émile de T’Serclaes de Wommersom
- Major-général de cavalerie le comte Théodore-Louis d’Oultremont
- Lieutenant-général de cavalerie Fernand du Roy de Blicquy
- Lieutenant-général le baron Albert Donny
- Lieutenant-général Georges Guiette
- Lieutenant-général Joseph Hellebaut
- Lieutenant-général Augustin Houbion
- Lieutenant-général Harry Jungbluth
- Lieutenant-général Henri Pierre Lambert George
- Lieutenant-général Albert Lantonnois van Rode
- Lieutenant-général le comte Gérard-Mathieu Leman
- Lieutenant-général Emile Libbrecht
- Sergent-chef Pierre Merx, Papa Merx
- Major-général Louis Mory
- Lieutenant-général Jacques Eugène Muller
- Colonel de cavalerie le baron Raoul Snoy
- Lieutenant-général Paul Timmermans
- Lieutenant-général de cavalerie le comte Frédéric van der Stegen de Putte
- Lieutenant-général baron Théophile Wahis

## Sources
- Quinot H., 1950, Recueil illustré des décorations belges et congolaises, 4e édition. (Hasselt)
- Cornet R., 1982, Recueil des dispositions légales et réglementaires régissant les ordres nationaux belges. 2e Ed. N.pl., (Bruxelles)
- Borné A.C., 1985, Distinctions honorifiques de la Belgique, 1830-1985 (Bruxelles)